# Misha Cirkunov
Mikhail "Misha" Cirkunov (em russo:  Михаил Циркунов, em letão:  Mihails Cirkunovs) (Riga, 27 de fevereiro de 1987) é um lutador letão-canadiano de MMA. Descendente de russos, Cirkunov, atualmente, luta na divisão dos meio-pesados do Ultimate Fighting Championship (UFC). Ele vive e treina para suas lutas em Toronto, Canada. Antes de competir no MMA, ele era um judoca altamente bem sucedido.

## Carreira no MMA
Cirkunov fez sua estréia profissional em janeiro de 2010, e acumulou um cartel de 9-2 antes de assinar com o Ultimate Fighting Championship, em junho de 2015.

## Ultimate Fighting Championship
Cirkunov era esperado para fazer sua estréia no evento contra Sean O'Connell, em 23 de agosto de 2015, no UFC Fight Night: Holloway vs. Oliveira. Porém, O'Connell retirou-se da luta, devido a uma lesão, e foi substituído por Daniel Jolly.  Cirkunov derrotou Jolly via KO no primeiro round, após ficar por cima no chão com o oponente de costas, e castigá-lo no ground and pound.
Cirkunov enfrentou o estreante na promoção, Alex Nicholson, em 6 de Fevereiro de 2016, no UFC Fight Night 82. Cirkunov finalizou Alex Nicholson através de um mata leão no segundo round, quebrando ambos os lados de sua mandíbula no processo após, mais cedo, quebrar seu nariz. Na conferência de imprensa pós-luta, ele disse aos repórteres: "Eu estou realmente feliz com o desempenho e, especialmente - não apenas a finalização -, mas eu fui capaz de quebrar a mandíbula dele, estou impressionado.".
Em seu próximo compromisso, Cirkunov enfrentou outro recém-chegado na promoção: Ion Cutelaba, em 18 de Junho de 2016, no UFC Fight Night: MacDonald vs. Thompson. Ele ganhou a luta por finalização no terceiro round.

## Cartel no MMA
| Cartel no MMA   |             |            |
| 21 lutas        | 15 vitórias | 6 derrotas |
| Por nocaute     | 4           | 4          |
| Por finalização | 9           | 2          |
| Por decisão     | 2           | 0          |

| Res.    | Cartel | Oponente           | Método                                     | Evento                                      | Data       | Round | Tempo | Local                              | Notas                                    |
| ------- | ------ | ------------------ | ------------------------------------------ | ------------------------------------------- | ---------- | ----- | ----- | ---------------------------------- | ---------------------------------------- |
| Derrota | 15-7   | Krzysztof Jotko    | Decisão (dividida)                         | UFC Fight Night: Santos vs. Walker          | 02/09/2021 | 3     | 5:00  | Las Vegas, Nevada                  |                                          |
| Derrota | 15-6   | Ryan Spann         | Nocaute Técnico (socos)                    | UFC Fight Night: Edwards vs. Muhammad       | 13/03/2021 | 1     | 1:11  | Las Vegas, Nevada                  |                                          |
| Vitória | 15-5   | Jim Crute          | Finalização (gravata peruana)              | UFC Fight Night: Cowboy vs. Gaethje         | 14/09/2019 | 1     | 3:38  | Vancouver                          | Performance da Noite.                    |
| Derrota | 14-5   | Johnny Walker      | Nocaute Técnico (joelhada voadora e socos) | UFC 235: Jones vs. Smith                    | 02/03/2019 | 1     | 0:36  | Las Vegas, Nevada                  |                                          |
| Vitória | 14-4   | Patrick Cummins    | Finalização (katagatame)                   | UFC Fight Night: Volkan vs. Smith           | 27/10/2018 | 1     | 2:40  | Moncton, New Brunswick             |                                          |
| Derrota | 13-4   | Glover Teixeira    | Nocaute Técnico (socos)                    | UFC on Fox: Lawler vs. dos Anjos            | 16/12/2017 | 1     | 2:45  | Winnipeg, Manitoba                 |                                          |
| Derrota | 13-3   | Volkan Oezdemir    | Nocaute (soco)                             | UFC Fight Night: Gustafsson vs. Teixeira    | 28/05/2017 | 1     | 0:28  | Estocolmo                          |                                          |
| Vitória | 13-2   | Nikita Krylov      | Finalização (guilhotina)                   | UFC 206: Holloway vs. Pettis                | 10/12/2016 | 1     | 4:38  | Toronto, Ontario                   |                                          |
| Vitória | 12-2   | Ion Cuțelaba       | Finalização (katagatame)                   | UFC Fight Night: MacDonald vs. Thompson     | 18/06/2016 | 3     | 1:22  | Ottawa, Ontario                    |                                          |
| Vitória | 11-2   | Alex Nicholson     | Finalização (neck crank)                   | UFC Fight Night: Hendricks vs. Thompson     | 06/02/2016 | 2     | 1:28  | Las Vegas, Nevada                  |                                          |
| Vitória | 10-2   | Daniel Jolly       | Nocaute (socos)                            | UFC Fight Night: Holloway vs. Oliveira      | 23/08/2015 | 1     | 4:45  | Saskatoon, Saskatchewan            | Estreia no UFC.                          |
| Vitória | 9-2    | Shaun Asher        | Finalização (chave de braço)               | Hard Knocks 43                              | 22/05/2015 | 1     | 1:20  | Calgary, Alberta                   | Defendeu o Cinturão Meio Pesado do HKFC. |
| Vitória | 8-2    | Rodney Wallace     | Nocaute Técnico (chute na cabeça)          | Hard Knocks 41                              | 30/01/2015 | 1     | 2:00  | Calgary, Alberta                   | Ganhou o Cinturão Meio Pesado do HKFC.   |
| Vitória | 7-2    | Martin Desilets    | Finalização (triângulo invertido)          | Provincial FC 2                             | 08/03/2014 | 1     | 2:36  | London, Ontario                    |                                          |
| Vitória | 6-2    | Jon Ganshorn       | Finalização (chave de braço)               | Fivestar FL 9: Northern Nightmare           | 07/09/2013 | 1     | 1:59  | Yellowknife, Northwest Territories |                                          |
| Derrota | 5-2    | Aaron Johnson      | Finalização (chave de calcanhar)           | King of the Ring VI                         | 17/03/2012 | 1     | 2:11  | Norcross, Georgia                  |                                          |
| Vitória | 5-1    | Ali Mokdad         | Decisão (unânime)                          | Score Fighting Series 3                     | 03/12/2011 | 3     | 5:00  | Sarnia, Ontario                    |                                          |
| Vitória | 4-1    | Ion Cherdivara     | Decisão (unânime)                          | Knockout Entertainment - MMA: The Reckoning | 02/04/2011 | 3     | 5:00  | Orillia, Ontario                   |                                          |
| Vitória | 3-1    | Ricardeau Francois | Nocaute Técnico (socos)                    | Ultimate Generation Combat 26               | 04/03/2011 | 1     | 0:56  | Montreal, Quebec                   |                                          |
| Vitória | 2-1    | Shawn Pauliuk      | Finalização (socos)                        | Armageddon FC 3: Evolution                  | 17/07/2010 | 1     | 0:57  | Victoria, British Columbia         | Peso Casado (210 lb).                    |
| Derrota | 1-1    | Roy Boughton       | Finalização (chave de braço)               | Warrior One MMA 5                           | 19/06/2010 | 2     | 2:33  | Montreal, Quebec                   |                                          |
| Vitória | 1-0    | Jeff Doyle         | Nocaute Técnico (socos)                    | Ringside MMA 5: Triple Threat               | 30/01/2010 | 1     | 0:40  | Montreal, Quebec                   |                                          |